# Szwykowscy herbu Ogończyk

Herb Ogończyk

Szwykowscy (Szweykowscy, Szwejkowscy) herbu Ogończyk – polsko-litewska rodzina szlachecka i ziemiańska.
Ród Szwykowskich wywodzi się z ziemi halickiej, skąd w XVI w. przybył do Wielkiego Księstwa Litewskiego. W XVIII w. i XIX w. jego przedstawiciele należeli do zamożnego ziemiaństwa okolic Wilna i Grodna, koligacąc się z Karasiami, Kociełłami, Abramowiczami, Przeździeckimi, Ursyn-Niemcewiczami i Zamoyskimi.

## Przedstawiciele
- Bernard Szwykowski (1728-1799) – starosta oniński i komisarz skarbu litewskiego
- Ignacy Szwykowski (zm. 1794) – marszałek konfederacji targowickiej w Wilnie
- Józef Szwykowski (zm. w lub po 1823) – szambelan królewski, członek Rady Nieustającej, targowiczanin
- Kazimierz Szwykowski (zm. w lub po 1830) – komisarz skarbu litewskiego, prezydent Wileńskiego Sądu Apelacyjnego
- Kazimierz Szwykowski (1814-1899) – lekarz, powstaniec listopadowy
- Michał Szwykowski (zm. 1797?) – wicemarszałek Trybunału Litewskiego
- Samuel Kazimierz Szwykowski (1668-1752) – sekretarz króla Stanisława Leszczyńskiego, łowczy nadworny litewski
- Stefan Szwykowski (zm. 1798) – marszałek konfederacji barskiej w powiecie wiłkomierskim

## Rezydencje

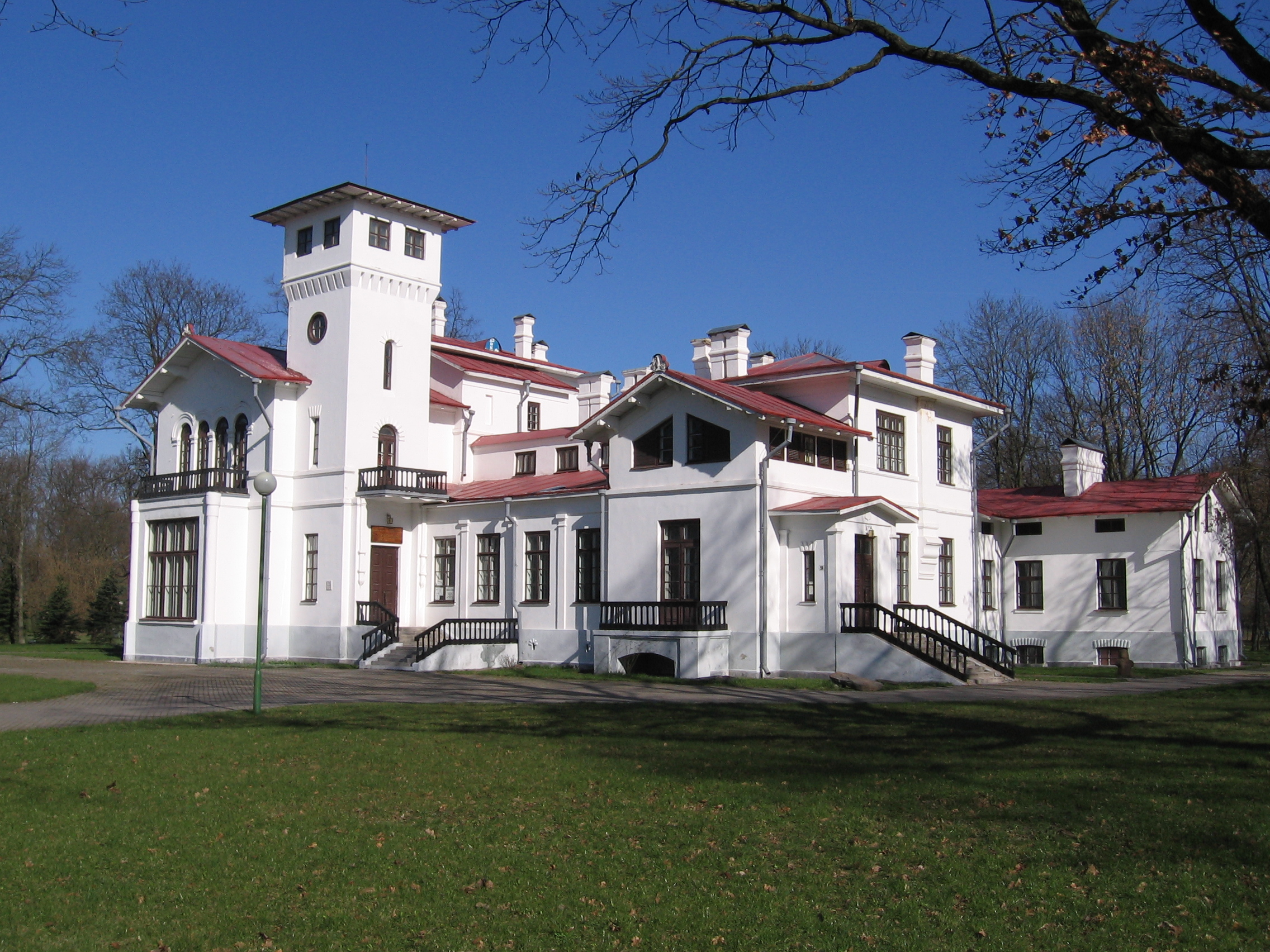
Pałac w Prużanie koło Brześcia Litewskiego
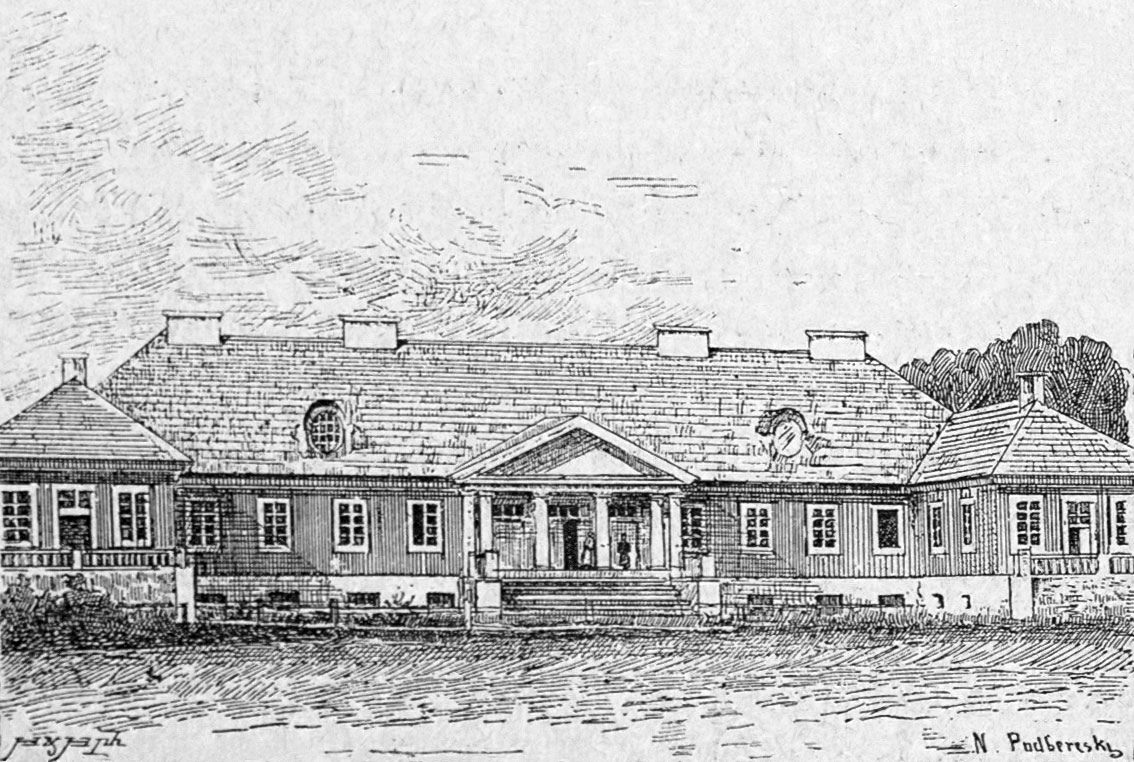
Dwór w Bienicy koło Oszmiany